# 6 de Perseu
6 de Perseu és una estrella gegant groga de magnitud 5,31 situada a la constel·lació d'Andròmeda. Es troba a 199 anys llum del sistema solar.

## Observació
Es tracta d'una estrella situada a l'hemisferi nord celeste. La seva gran declinació positiva fa que sigui observable majoritàriament des de l'hemisferi nord, on té una distribució circumpolar en la majoria de les regions temperades; la seva visibilitat des de l'hemisferi sud és limitada a les regions tropicals i temperades de baixa latitud. La seva magnitud de 5,3 és prou feble com per poder-se observar en espais lliures dels efectes de la contaminació lumínica.
El millor moment per a la seva observació en el cel nocturn és durant els mesos entre setembre i febrer. A l'hemisferi nord és visible durant un llarg període, gràcies a la gran declinació positiva de l'estrella, mentre que a l'hemisferi sud es pot observar només durant els mesos finals de la primavera i principis de l'estiu austral.